# 薄皮木
薄皮木（学名：Leptodermis oblonga）为茜草科野丁香属下的一个种。

## 圖片

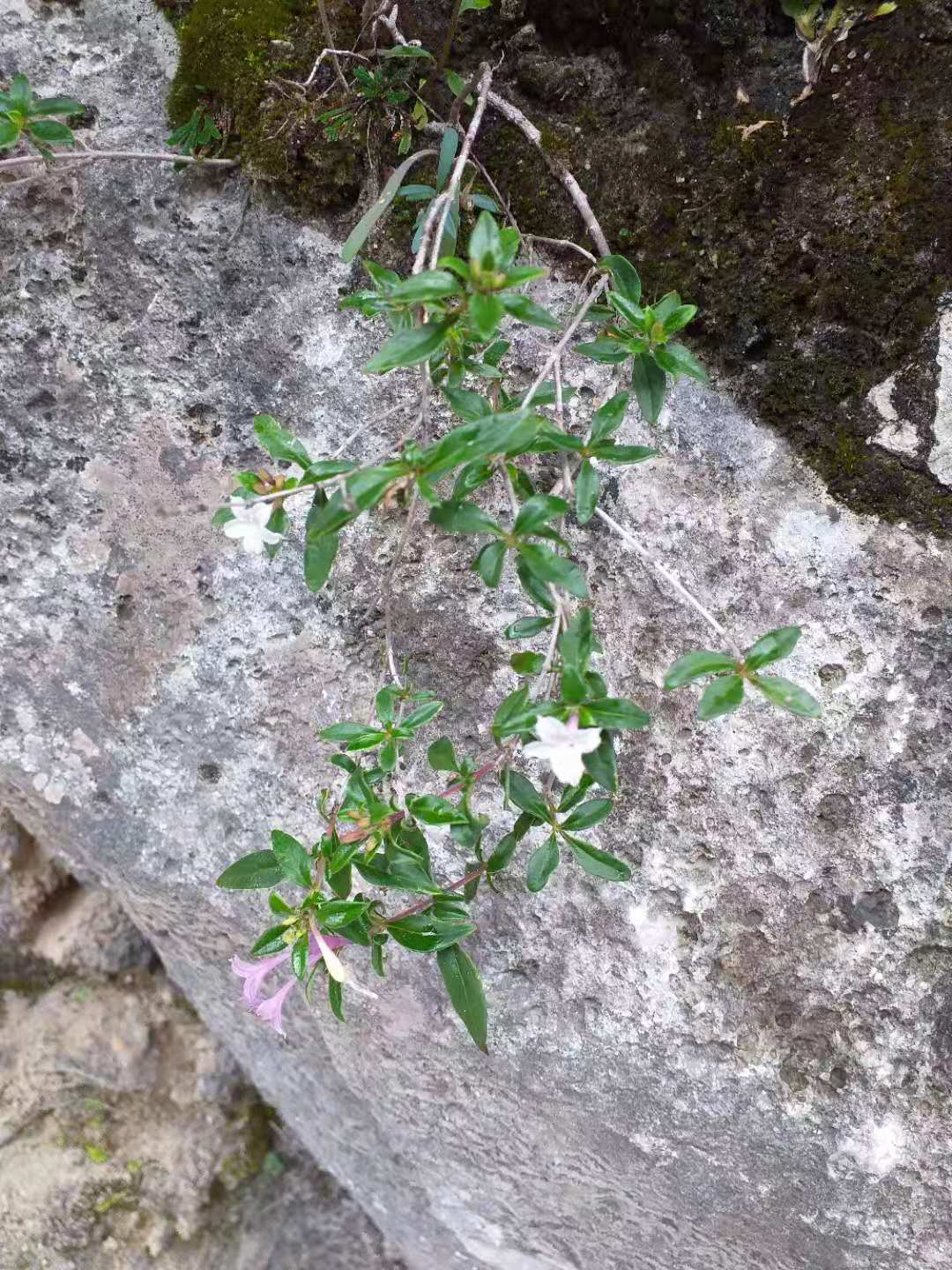
生長在岩石上的薄皮木。攝於雲南巴拉格宗自然生態園區，中國
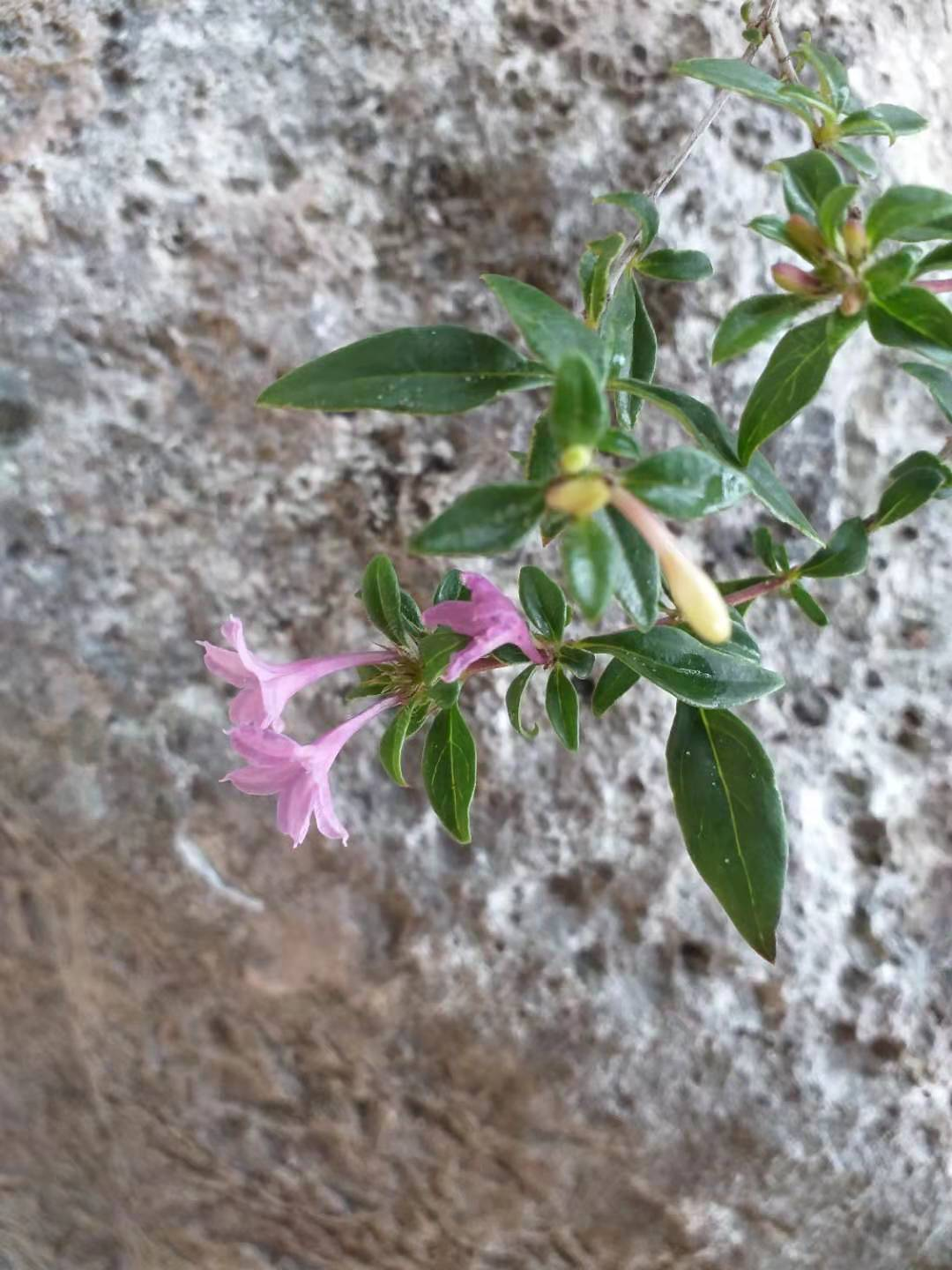
生長在岩石上的薄皮木。攝於雲南巴拉格宗自然生態園區，中國

## 扩展阅读
- 維基物種上的相關：薄皮木